# Milo Delrock
Milo Delrock (Maastricht, 28 januari 2002) is een Nederlands voetballer die als doorgaans aanvaller speelt.

## Carrière
Milo Delrock speelde in de jeugd van MVV Maastricht, waar hij sinds 2020 in het onder-21-elftal speelt. Hij debuteerde in het eerste elftal van MVV op 12 december 2020, nadat hij in het seizoen 2019/20 ook al enkele wedstrijden op de bank zat. Deze debuutwedstrijd in de Eerste divisie werd met 4-0 verloren van FC Eindhoven. Delrock kwam in de 64e minuut in het veld voor Oussama Zamouri. Vanaf begin 2022 speelt hij in België voor Berg en Dal VV.

### Statistieken
| Seizoen                      | Club           | Land           | Competitie     | Competitie | Competitie | Beker | Beker | Totaal | Totaal |
| Seizoen                      | Club           | Land           | Competitie     | Wed.       | Dlp.       | Wed.  | Dlp.  | Wed.   | Dlp.   |
| ---------------------------- | -------------- | -------------- | -------------- | ---------- | ---------- | ----- | ----- | ------ | ------ |
| 2019/20                      | MVV Maastricht |                | Eerste divisie | 0          | 0          | 0     | 0     | 0      | 0      |
| 2020/21                      | MVV Maastricht | Nederland      | Eerste divisie | 1          | 0          | 0     | 0     | 1      | 0      |
| Carrièretotaal               | Carrièretotaal | Carrièretotaal | Carrièretotaal | 1          | 0          | 0     | 0     | 1      | 0      |
| Bijgewerkt op 3 januari 2021 |                |                |                |            |            |       |       |        |        |